# 山本勘右衛門
山本 勘右衛門（やまもと かんえもん）は、江戸時代前期の武将。牧野氏の家臣。諱は成政（しげまさ）。

## 略歴
『三百藩家臣人名事典』では、勘右衛門の父は同名の勘右衛門であり、甲斐武田氏の足軽大将である山本勘助（菅助）の弟である山本帯刀左衛門成行の孫であるという。なお、山本勘助の弟の存在は、確実な史料からは確認されない。
父は部屋住みで早くに死去したため、祖父・成行より家督を相続した。牧野家の家老となり、家臣団の第2グループとなる勘右衛門組を創設した。平助組の稲垣則茂と協力して藩政を行ない、慶長20年（1615年）5月、大坂夏の陣での久法寺表の戦いで戦功を挙げた。牧野家が越後長岡藩に移封された後も、則茂と共に藩政を助けている。
寛文2年（1662年）、死去。以後、平助組の稲垣家と勘右衛門組の山本家は代々交代で家老を務めた。